# Yelwa
Yelwa (lub Yauri) – miasto w północno-zachodniej Nigerii, w stanie Kebbi. Leży na drodze między Kontagora i Birnin Kebbi. Według danych szacunkowych na rok 2009 liczy 36 408 mieszkańców.